# 山梨県道209号乾徳山線
山梨県道209号乾徳山線（やまなしけんどう209ごう いぬいとくやません）は、山梨県山梨市を走る一般県道である。

## 概要

### 路線データ
- 起点：山梨県山梨市三富徳和字乾
- 終点：山梨県山梨市三富下荻原字徳山（徳和入口交差点＝国道140号交点）

## 通過する自治体
- 山梨県山梨市

## 交差・接続する道路
- 国道140号（山梨市三富下荻原字徳山・徳和入口交差点）